# Anna Torv
Anna Torv (Melbourne, Victoria; 7 de junio de 1979) es una actriz australiana conocida, sobre todo, por su papel protagonista de Olivia Dunham en la serie de ciencia ficción Fringe, Wendy Carr en la serie de suspense criminal de Netflix Mindhunter (2017-2019) y Tess en la serie dramática postapocalíptica de HBO The Last of Us (2023). Su interpretación en Fringe le valió cuatro premios Saturn a la Mejor Actriz en Televisión y nominaciones al Critics' Choice Television Award a la Mejor Actriz en una Serie Dramática.

## Biografía
Torv nació en Melbourne el 7 de junio de 1979, hija de Susan (de soltera Carmichael), de ascendencia escocesa, y Hans Arvid Torv, de ascendencia estonia.
Es sobrina política del magnate Rupert Murdoch.
Se graduó del Benowa State High School en 1996. Estudió actuación en el Instituto Nacional de Arte Dramático Australiano (NIDA), del cual se graduó en 2001.
En diciembre de 2008 se casó con el actor norteamericano Mark Valley, sin embargo después de un año de matrimonio la pareja se separó y finalmente se divorciaron en 2010.

## Carrera

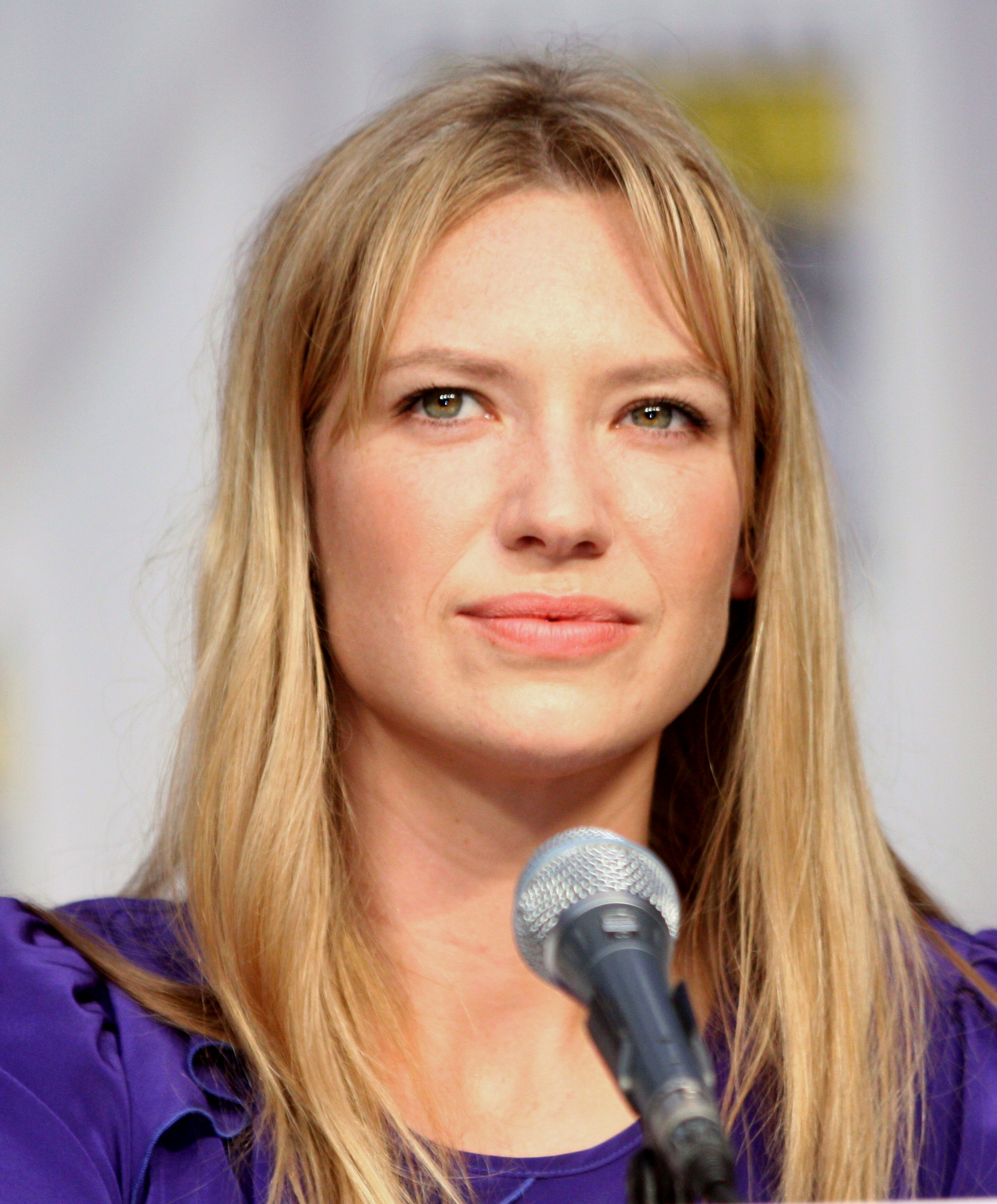
Anna Torv en la 2010 Comic Con de San Diego

Su inicio cinematográfico se produjo en el film australiano para la televisión White Collar Blue de 2002. Durante esa época, también participó en las series australianas Young Lions, Las hijas de MacLeod y The Secret Life of Us.
Anna continuó su carrera de actriz, actuando en roles secundarios en diversas series de segundo nivel e incluso prestó su voz para algunos videojuegos.
Pero todo cambió a principios de 2008 cuando J.J. Abrams y sus socios Alex Kurtzman y Roberto Orci buscaban intérpretes para Fringe, la nueva serie que estaban preparando.
Abrams (creador de Lost) la seleccionó para interpretar el personaje de Olivia Dunham, una joven agente del FBI que es forzada a enfrentarse a extraños acontecimientos paranormales.
Sus últimos trabajos son un telefilm sobre Frankestein, donde hace de enfermera, y la participación en el juego Heavenly Sword, donde da vida a la guerrera Nariko.
A principios de junio de 2014 se anunció que Anna aparecería en la miniserie Deadline Gallipoli, la cual fue estrenada en 2015.
En agosto de 2015 se anunció que Anna se había unido al elenco principal de la nueva miniserie política de seis partes The Secret City's donde interpretará a la periodista Harriet Dunkley. En la miniserie compartirá créditos con los actores Alex Dimitriades, Dan Wyllie, Alan Dale, Jacki Weaver y Damon Herriman, y se espera sea estrenada en marzo del 2016.
En marzo de 2016, Torv interpretó el papel de Wendy Carr, una consultora del FBI, en el drama de Netflix Mindhunter, de David Fincher.
En julio de 2021 se anunció que Torv interpretaría el papel de Tess en la serie postapocalíptica de HBO The Last of Us, basada en el videojuego homónimo.
Torv interpretó a la lectora de noticias Helen Norville en la serie de ABC The Newsreader, estrenada en agosto de 2021, por la que ganó el premio AACTA a la "Mejor actriz principal en una serie dramática".

## Filmografía
| Año       | Título                 | Personaje       | Notas                                                                |
| --------- | ---------------------- | --------------- | -------------------------------------------------------------------- |
| 2002      | White Collar Blue      | Vecina          | Serie de televisión                                                  |
| 2002      | Young Lions            | Irena Nedov     | 13 episodios                                                         |
| 2003      | Travelling Light       | Debra Fowler    |                                                                      |
| 2004      | Las hermanas McLeod    | Jasmine McLeod  | Episodios: "A McLeod Daughter" Episodio: "The Things We Do for Love" |
| 2004-2005 | The Secret Life of Us  | Nikki Martel    | 20 episodios                                                         |
| 2006      | The Book of Revelation | Bridget         |                                                                      |
| 2007      | Heavenly Sword         | Nariko          | Videojuego                                                           |
| 2007      | Frankenstein           | Enfermera UTI   | Película para televisión                                             |
| 2008      | Mistresses             | Alex            | Serie: 5 episodios                                                   |
| 2008-2013 | Fringe                 | Olivia Dunham   | Protagonista                                                         |
| 2010      | The Pacific            | Virginia Grey   | Miniserie                                                            |
| 2016      | Secret City            | Harriet Dunkley | 12 episodios - Miniserie                                             |
| 2017      | Stephanie              | Jane            |                                                                      |
| 2017-2019 | Mindhunter             | Dra. Wendy Carr | 2 Temporadas - 19 episodios                                          |
| 2023      | The Last of Us         | Tess            | 3 episodios                                                          |

## Otros trabajos
En 2007, Torv sirvió de imagen y puso voz, en su versión original, al personaje de Nariko en el videojuego de PS3 Heavenly Sword.[cita requerida]